# 紐拉基塔島
紐拉基塔島是南太平洋島國圖瓦盧的九個島嶼之一，位於該國最南端，位於首都富納富提以南270公里，面積0.4平方公里，最高點海拔高度4.6米，在1949年紐陶島居民遷入前是無人島，2002年人口為35。

## 外部連結
- Jane Resture's page about Niulakita （页面存档备份，存于）
- Map of Niulakita （页面存档备份，存于）